# Prien am Chiemsee
Prien am Chiemsee là một đô thị tại huyện Rosenheim, bang Bayern, Đức. Đô thị này tọa lạc ở bờ phía tây của hồ Chiemsee, 16 km (9.3 mi) về phía đông của Rosenheim.